# François-Georges Mareschal de Bièvre
Pour les articles homonymes, voir Bièvre.
François-Georges Maréchal, marquis de Bièvre est un écrivain français né le 13 novembre 1747 à Paris  et mort le 24 octobre 1789 à Triesdorf (Weidenbach).
Calembouriste prolixe, Mareschal de Bièvre brilla brièvement à la Cour et dans les salons de la fin du XVIIIe siècle. Encouragé par le succès, il publia plusieurs ouvrages centrés sur ce type de jeu de mots et en particulier quelques pièces de théâtre.
Il fut haï des philosophes, pour lesquels une phrase comme : « Une secrète horreur me glace au chocolat » déniait tout sérieux à la langue de la raison. L’auteur de la Lettre à la comtesse Tation, des Réflexions utiles de l’abbé Quille, des Bièvriana, ou encore des Amours de l’ange Lure, n'en a pas moins rédigé l'article « KALEMBOUR, ou CALEMBOUR » du Supplément à l’Encyclopédie (t. III, 1777), à la demande de d'Alembert[réf. souhaitée].
Il émigra dès le début de la Révolution, mais tomba malade peu après et mourut en Bavière à 42 ans seulement.
Il est l'arrière-petit-fils de Georges Mareschal, seigneur de Bièvres, et premier chirurgien du roi Louis XIV[réf. souhaitée].

## Œuvres
- Variations comiques sur l’abbé Quille
- Le Séducteur (1783)
- Les Réputations (1787)
- Les Amours de l’ange Lure, 1772 (en ligne).
- Lettre écrite à Madame la comtesse Tation,1770 (en ligne.
- Vercingentorixe, tragédie en un acte et en vers, 1770 (en ligne).
- Kalembour [sic], Supplément à l'Encyclopédie, 1777 (en ligne).

### Rééditions récentes
- Calembours, et autres jeux sur les mots d'esprit[3], Payot et Rivages, 2000 ; et rééd. Recueil de textes - Contient l'article « Kalembour » du Supplément à l'Encyclopédie de 1777.